# سنا ۸۶۰۳
سیارک ۸۶۰۳ (به انگلیسی: 8603 Senator، نامگذاری:3134T-3) هشت هزار و ششصد و سومین سیارک کشف شده‌است که در ۱۶ اکتبر ۱۹۷۷ کشف شد.
قدر مطلق سیارک برابر ۱۴٫۸۰ است.